# Josep Pons i Viladas
Josep Pons i Viladas (Agramunt, 1803 - Villardefrades, Valladolid, 1860), conegut amb el nom Pep (o Bep) de l'Oli fou un oficial carlí durant la Primera Guerra Carlina i liberal durant la Segona.
Els seus probables orígens familiars relacionats amb el comerç de l'oli romanen força desconeguts, però una bonica cançó popular els relacionaria amb la seva mare:
| «               | La xica de l'Oli ha parit un noi, en les calces roges i el fusell al coll | » |
| — Cançó popular |                                                                           |   |

El 1822 agafà les armes per unir-se a la partida reialista del guerriller Francesc Badals (a)Ramonillo fins a assolir el grau de capità. El 1827 va participar en la revolta dels Malcontents, però fou empresonat i segons alguna font patí un simulacre d'afusellament ordenat pel comte d'Espanya, de qui juraria venjar-se.
L'1 de febrer de 1832 va ser separat del servei d'armes amb llicència il·limitada.
El 1833 s'adherí a la causa carlina i assolí el grau de brigadier. Sembla que participà en sagnants matances de presoners capturats (maig del 1835 a Camarasa i maig del 1838 a Vilanova de Meià). El juny de 1837 s'uní a l'Expedició Reial en el seu pas del Cinca. Posteriorment, fou comandant de la fortalesa de Berga. Destituït el 1838 pel comte d'Espanya, intervingué en el complot que acabà amb el seu assassinat el 1839.
El 1840 passà a França amb Cabrera i les restes de l'exèrcit carlí. Allí restà fins al 1848, que tornà.
Durant la guerra dels Matiners reprengué les armes, però subornat el 19 d'octubre de 1848 per 36.765 rals i el reconeixement del seu grau de brigadier pel capità general de Catalunya Fernando Fernández de Córdova Valcárcel, es passà al bàndol isabelí i atacà Cabrera a Sant Llorenç de Morunys i l'hi encerclà els dies 1 i 2 de març de 1849, però no pogué evitar que aquest en fugís.
Més tard, fou recompensat amb el càrrec de governador militar de Madrid (1854), però restà molt poc en el càrrec. Bandejat pels diferents corrents polítics que governaren Espanya, caigué en desgràcia i seguí un continu canvi de destinacions militars fins a morir a Villardefrades (Valladolid).